# Bicho raro
Bicho raro  es una película en blanco y negro de Argentina producida por Héctor Bailez, dirigida por Carlos Rinaldi según el guion de Abel Santa Cruz que se estrenó el 1 de junio de 1965 y que tuvo como protagonistas a Luis Sandrini, Nelly Panizza, Héctor Méndez y Elina Colomer.

## Sinopsis
El cuñado de un maestro provinciano pretende sacarle el terreno sobre el cual éste había construido un colegio.

## Reparto
Participaron del filme los siguientes intérpretes:
- Luis Sandrini
- Nelly Panizza
- Héctor Méndez
- Elina Colomer
- José María Langlais
- Ubaldo Martínez
- Osvaldo Terranova
- Enrique Dumas
- Pipo Mancera
- Claudia Mores
- Grillito
- Yayi Cristal
- Roberto Airaldi
- Alberto Barcel
- Roberto Blanco
- José De Ángelis
- Julián Bourges
- Elisardo Santalla
- Rodolfo Onetto
- Mario Savino
- Carlos Bianquet
- Guillermo Cervantes Luro
- Alberto Moles Extra
- Eduardo Madeo  (del Grupo "Los Fronterizos" )
- Gerardo López (del Grupo "Los Fronterizos" )
- Juan Carlos Moreno (del Grupo "Los Fronterizos" )
- César Isella (del Grupo "Los Fronterizos" )

## Comentarios
Antonio A. Salgado opinó en Tiempo de Cine:

«Bicho raro significa el reencuentro de Luis Sandrini con la adhesión popular. Pero sus recursos cómicos siguen siendo los de hace treinta años, con cada vez más insistente sensiblería. Hay cháchara y pocos chistes en el asunto, que especula con la solidaridad del espectador ante la injusticia a un personaje simpático.»”

Crónica dijo:

«Luis Sandrini tal como lo quiere su público: cómico, humano, tierno, pintoresco.»

La nota de Propósitos sobre el filme dijo:

«Después de varios años de labor negativa, Bicho raro es el mejor film de Luis Sandrini limitando… este juicio valorativo a la labor interpretativa del actor –fruto del esfuerzo del actor- y a la corrección formal de su realización- mérito exclusivo de su director Carlos Rinaldi, pero… un todo frustrado por culpa de su argumento.»